# Santa Ana (Cagayan)
Santa Ana ist eine Stadtgemeinde in der philippinischen Provinz Cagayan und liegt im äußersten Nordosten der Provinz. Im Jahre 2015 zählte sie 32.906 Einwohner. Ursprünglich war das Gebiet ausschließlich von Negritos besiedelt. Erst Ende des 19. Jahrhunderts fanden auch andere Völker hier eine Heimat. Im Jahre 1949 bekam Santa Ana den Status einer Stadtgemeinde.
Im Westen befinden sich lange weiße Strände und ein großes Reis-Anbaugebiet. Der Waldbestand ist hier durch die andauernde Abholzung nur sehr begrenzt. Im Osten dagegen fällt das Land steiler ins Wasser und ist stärker bewaldet. Zum Gemeindegebiet gehören auch die große Insel Palaui im Norden und ein Leuchtturm. Die Bevölkerung lebt größtenteils von der Landwirtschaft, der Holzwirtschaft und der Fischerei.
Santa Ana ist in die folgenden 16 Baranggays aufgeteilt:
| - Casagan - Casambalangan - Centro - Diora-Zinungan - Dungeg - Kapanikian - Marede - Palawig | - Batu-Parada - Patunungan - Rapuli - San Vicente - Santa Clara - Santa Cruz - Visitacion - Tangatan |